# Yulong-Spitzmausmaulwurf
Der Yulong-Spitzmausmaulwurf (Uropsilus nivatus) ist eine Säugetierart aus der Gattung der Spitzmausmaulwürfe innerhalb der Maulwürfe (Talpidae). Sie kommt im Süden von China in der Provinz Yunnan vor und bewohnt dort Hochgebirgslandschaften. Die Tiere ähneln wie alle Spitzmausmaulwürfe äußerlich eher Spitzmäusen, was an dem langen Körper, dem sehr langen Schwanz und den aus dem Fell ragenden Ohren sowie der spitzen Schnauze erkennbar ist. Als spezifisches Charakteristikum kann die bräunliche bis gräuliche Fellfarbe genannt werden. Die Lebensweise der Tiere ist nicht erforscht. Wissenschaftlich eingeführt wurde der Yulong-Spitzmausmaulwurf im Jahr 1923. Er galt aber weitgehend als Unterart verschiedener anderer Spitzmausmaulwürfe. Erst genetische Untersuchungen zu Beginn der 2010er Jahre führten zur Erkenntnis, dass es sich um eine eigenständige Art handelt. Informationen zur Bestandsgefährdung liegen nicht vor.

## Merkmale

### Habitus
Der Yulong-Spitzmausmaulwurf weist etwa die Ausmaße des Anderson-Spitzmausmaulwurfs (Uropsilus andersoni) auf. Die Tiere besitzen eine Kopf-Rumpf-Länge von 6,8 bis 7,4 cm und eine Schwanzlänge von 5,8 bis 6,5 cm. Der Schwanz nimmt somit zwischen 89 und 95 % der Länge des restlichen Körpers ein. Die Hinterfußlänge beträgt 1,2 bis 1,5 cm, die Ohrlänge 0,6 bis 0,9 cm. Das Gewicht variiert von 5,9 bis 7,5 g. Für das Holotyp-Exemplar wird eine Körperlänge von 6,8 cm angegeben zuzüglich eines 6,0 cm langen Schwanzes, der Hinterfuß misst 1,5 cm. Im äußeren Erscheinungsbild gleicht der Yulong-Spitzmausmaulwurf den anderen Spitzmausmaulwürfen, die durch ihre Körperform, der spitzen, langgestreckten Schnauze und den langen Schwanz Ähnlichkeiten zu den Spitzmäusen zeigen, weniger jedoch zu anderen, zumeist grabenden Maulwürfen. Verglichen mit dem Schwarzrücken-Spitzmausmaulwurf (Uropsilus atronares) ist der Yulong-Spitzmausmaulwurf deutlich heller gefärbt. Sein Rücken zeigt eine zimtbraune Tönung. Die Unterseite und die Vorderbeine sind heller gefärbt und erscheinen gräulich. Unter bestimmten Lichtverhältnissen glänzen die Haarspitzen des Körperfells. Der Schwanz ist deutlich zweifarben. Für die Oberseite sind graubraune Farbtöne typisch, für die untere hellere graue.

### Schädel- und Gebissmerkmale
Die Schädellänge beträgt 19,9 bis 20,3 mm, die Breite an den Warzenfortsätzen liegt bei 10,5 bis 11,3 mm. Der Gaumen erstreckt sich über eine Länge von 9,3 bis 9,8 mm. Insgesamt ist der Schädel kleiner als der des Anderson-Spitzmausmaulwurfs. Das Gebiss setzt sich aus 38 Zähnen zusammen, die Zahnformel lautet: {\displaystyle {\frac {2.1.4.3}{1.1.4.3}}}. In der oberen Gebisshälfte ist der dritte Prämolar genauso groß wie der erste und damit deutlich größer als der entsprechende Zahn beim Anderson-Spitzmausmaulwurf. Seine Spitze überragt zudem deutlich das Cingulum, ein niedrig ansetzender Zahnschmelzwulst, der benachbarten Zähne. Der untere zweite Zahn übertrifft den dritten an Größe und ist damit auch deutlich größer als der Zahn mit der gleichen Zählposition beim Anderson-Spitzmausmaulwurf (in der ursprünglichen Beschreibung wurde beim Yulong-Spitzmausmaulwurf ein ähnlicher Gebissaufbau im Unterkiefer wie beim Anderson-Spitzmausmaulwurf angenommen, doch sind die Übereinstimmungen mit dem Chinesischen Spitzmausmaulwurf (Uropsilus gracilis) deutlicher). Die Länge der Reihe der Prämolaren und Molaren im Oberkiefer erreicht 8,9 bis 9,2 mm, im Unterkiefer 8,0 mm.

### Genetische Merkmale
Der diploide Chromosomensatz lautet 2n = 34. Er setzt sich aus 4 metazentrischen, 3 subtelozentrischen und 9 acrozentrischen Autosomenpaaren zusammen. Die Anzahl an Armen der Autosomen (fundamentale Anzahl) beträgt 46. Das X-Chromosom ist klein und metazentrisch, das Y-Chromosom klein und fleckenförmig, möglicherweise acrozentrisch. Das vollständige Mitogenom des Yulong-Spitzmausmaulwurfs umfasst 16.519 Basenpaare. Unter anderem besteht dabei der D-Loop-Bereich aus 1075, das Cytochrom b aus 1140 und der Abschnitt der Cytochrom-c-Reduktase 1 aus 1545 Basenpaaren.

## Verbreitung und Lebensraum

Verbreitungsgebiet des Yulong-Spitzmausmaulwurfs

Der Yulong-Spitzmausmaulwurf kommt in Ostasien vor. Sein Verbreitungsgebiet umfasst ein kleineres Areal in der südchinesischen Provinz Yunnan östlich des Flusses Saluen. Dort kommt die Art im Norden vor, hauptsächlich in den Bezirken Dêqên und Nujiang sowie in der bezirksfreien Stadt Lijiang, alle nördlich der Stadt Dali gelegen. Sie wurde außerdem aus Zayü im Südosten der Autonomen Region Tibet berichtet. Bisher ungeklärt ist, ob der Yulong-Spitzmausmaulwurf auch im benachbarten nördlichen Myanmar auftritt. Dort gefangene Tiere bedürfen einer taxonomischen Überprüfung, da hierfür auch der Schwarzrücken-Spitzmausmaulwurf (Uropsilus atronates) und der Yunnan-Spitzmausmaulwurf (Uropsilus investigator) in Frage kommen. Für beide Arten sowie dem Yulong-Spitzmausmaulwurf bestehen unter anderem Nachweise im Gaoligong Shan in Yunnan. Als Habitat nutzt letzterer vor allem höhere Gebirgslagen von rund 3040 bis 3650 m im Yulong Xueshan beziehungsweise 3450 m  in Tibet oder bis 3900 m über dem Meeresspiegel am Laojun Shan.

## Lebensweise
Die Lebensweise des Yulong-Spitzmausmaulwurfs ist so gut wie unerforscht. Vermutlich halten sich die Tiere wie die anderen Spitzmausmaulwürfe auch weitgehend am Boden auf.

## Systematik
Der Yulong-Spitzmausmaulwurf ist eine eigenständige Art innerhalb der Gattung der Spitzmausmaulwürfe (Uropsilus). Die Gattung setzt sich wiederum gegenwärtig aus knapp einem Dutzend Vertretern zusammen, genetischen Analysen zufolge ist die Anzahl aber aufgrund zahlreicher kryptischer Arten wahrscheinlich gut doppelt so hoch. Sie gehört zur Familie der Maulwürfe (Talpidae) und innerhalb dieser zur eigenen Unterfamilie der Uropsilinae als momentan einziges Mitglied. Die Uropsilinae gelten als relativ urtümliche Maulwürfe. Charakteristisch ist ihr spitzmausartiges Erscheinungsbild mit langem Schwanz und sichtbaren Ohren. Die seitlich gepressten Krallen sind wenig für eine grabende Lebensweise geeignet, so dass die Tiere weitgehend oberirdisch auftreten. Ursprünglich waren die Uropsilinae weit über Eurasien verbreitet, ihr heutiges Vorkommen beschränkt sich auf kleine, zumeist gebirgige Refugien im östlichen und südöstlichen Asien. Insgesamt sind Gattung und Unterfamilie wenig erforscht, dies betrifft sowohl die Lebensweise als auch die Artenvielfalt sowie die systematische Untergliederung. Für letzteres wurden in der forschungsgeschichtlichen Vergangenheit wenigstens drei unterschiedliche Gattungen aufgestellt. Ihre Unterscheidung basierte auf der Zahnanzahl (Uropsilus mit 34 sowie Nasillus und Rhynchonax mit je 38 Zähnen in unterschiedlicher Anordnung). Gemäß molekulargenetischen Untersuchungen trennten sich die Spitzmausmaulwürfe bereits im Mittleren Eozän vor rund 47 Millionen Jahren von den anderen Linien der Maulwürfe. Die Gattung selbst diversifizierte sich aber erst im Übergang vom Miozän zum Pliozän vor etwa 6,8 Millionen Jahren. Als nahe Verwandte des Yulong-Spitzmausmaulwurfs kommen den genetischen Studien zufolge der Anderson-Spitzmausmaulwurf (Uropsilus andersoni) und der Gleichzahn-Spitzmausmaulwurf (Uropsilus aequodonenia) in Frage.
Die wissenschaftliche Erstbeschreibung des Yulong-Spitzmausmaulwurfs geht auf Glover Morrill Allen aus dem Jahr 1923 zurück. Er basierte sie auf einer Serie von neun Individuen aus dem Yulong Xueshan in der bezirksfreien Stadt Lijiang im Westen der südchinesischen Provinz Yunnan, dem Typusgebiet der Art. Als Holotyp-Exemplar wählte Allen ein männliches Individuum aus. Die Tiere wurden während einer Expedition des American Museum of Natural History im Jahr 1916 gesammelt. Als wissenschaftlichen Namen gab Allen Rhynchonax andersoni nivatus an, was die Form als Unterart des Anderson-Spitzmausmaulwurfs auswies. Das Epitheton nivatus ist lateinischen Ursprungs und bedeutet „schneegekühlt“ (von nix für „Schnee“). Es bezieht sich auf den Yulong Xueshan, was übersetzt so viel wie „Schneegebirge“ heißt. Die Gattung Rhynchonax war im Jahr 1912 von Oldfield Thomas aufgestellt worden mit dem Anderson-Spitzmausmaulwurf als Typusform.
Etwa 14 Jahre nach Allens Erstbeschreibung, 1937, verschob Wilfred Hudson Osgood den Yulong-Spitzmausmaulwurf zum Chinesischen Maulwurf, da er bei diesem die größten Übereinstimmungen im Zahnbau erkannte. Zu Beginn der zweiten Hälfte des 20. Jahrhunderts hoben jedoch John Reeves Ellerman und Terence Charles Stuart Morrison-Scott die von Allen und Osgood vorgenommenen Zuordnungen auf. Beide betrachteten den Yulong-Spitzmausmaulwurf als Unterart des Sichuan-Spitzmausmaulwurfs (Uropsilus soricipes), den sie wiederum in die Gattung Uropsilus einordneten. Robert S. Hoffmann wies in einer Revision der Spitzmausmaulwürfe aus dem Jahr 1984 den Yulong-Spitzmausmaulwurf wiederum dem Chinesischen Spitzmausmaulwurf zu. Seiner Meinung nach war dieser stärker variabel und weiter verbreitet. Die Beurteilung durch Hoffmann übernahmen in den folgenden fast drei Jahrzehnten mehrere Systematiken. Sie findet sich unter anderem auch in dem im Jahr 2005 erschienenen Standardwerk Mammal Species of the World. Seit den 2010er Jahren wurden mehrere genetische Studien an den Spitzmausmaulwürfen durchgeführt. Sie ermittelten nicht nur eine höhere genetische Bandbreite, sondern deckten zudem mehrere kryptische Arten auf. Der Yulong-Spitzmausmaulwurf erwies sich dabei als nicht näher mit dem Chinesischen Maulwurf verwandt und erhielt infolgedessen einen eigenständigen Artstatus. Dies griff auch der achte Band des Standardwerkes Handbook of the Mammals of the World aus dem Jahr 2018 auf.

## Bedrohung und Schutz
Die IUCN führt den Yulong-Spitzmausmaulwurf nicht als eigenständige Art, sondern integriert ihn in den Chinesischen Spitzmausmaulwurf. Dessen Gesamtbestand schätzt die Naturschutzorganisation als „nicht gefährdet“ (least concern) ein.